# Inferno (kniha)
Inferno (Peklo) je mysteriózní thriller amerického autora Dana Browna a čtvrtým dílem, který tak navazuje na sérii Andělé a démoni, Šifra mistra Leonarda a Ztracený symbol s hlavní postavou Roberta Langdona. Kniha byla vydána 14. května 2013 vydavatelstvím Doubleday. Prvních osm týdnů se román držel na čelních pozicích žebříčku bestselerů New York Times.
Do češtiny román přeložil David Petrů a Michala Marková.

## Děj
Profesor Harvardovy univerzity Robert Langdon se probudí v nemocnici s poraněním hlavy a amnézií předchozích dvou dnů. Jeho poslední vzpomínkou je procházka po Harvardském kampusu, ale sám rychle zjistí, že je nyní ve Florencii. Sienna Brooksová, jedna z ošetřujících lékařů, mu oznámí, že se minulou noc s krvácením dovlekl na pohotovost a trpí úrazem mozku po lehkém střelném zranění do hlavy. Náhle do nemocnice vtrhne Vayentha, agentka, která pronásledovala Roberta a zastřelí druhého z lékařů, který se o Roberta stará. Sienna popadne Roberta a spolu uprchnou do jejího bytu.
Poté, co Sienna Robertovi vylíčí detaily jeho přijetí do nemocnice, Robert nalezne tubu se symbolem biologického nebezpečí v tajné kapse saka a rozhodne se zavolat konzulát Spojených států, kde mu oznámí, že je po něm již vyhlášeno pátrání, a konzul si vyžádá jeho současnou pozici. Na radu Sienny mu Robert oznámí číslo hotelového pokoje naproti Siennina apartmánu především z toho důvodu, aby se lékařka více nezapletla do již tak mysteriozní situace. Brzy však Robert uvidí ozbrojenou Vayenthu jak vstupuje do hotelu přes ulici. V tom okamžiku Robert uvěří, že se ho vláda Spojených států snaží zabít.

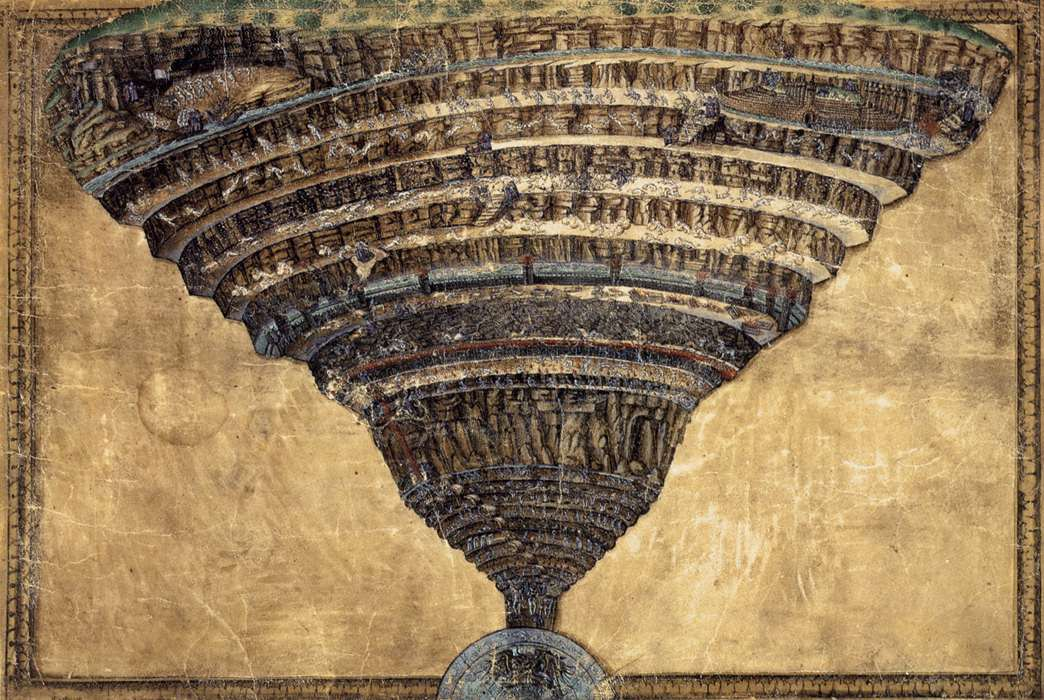
Sandro Botticelli: Mapa Pekla

Robert se tedy rozhodne otevřít podezřelou tubu a nalezne středověký váleček z kosti vybavený hi-tech projektorem, který zobrazuje modifikovanou verzi Botticelliho Mapy Pekla. Na spodním okraji projekce je text: Pravda může být spatřena pouze skrz pohled smrti. Náhle do budovy vtrhnou vojáci vedení agentem Brüderem a Sienna a Robert jen tak tak uniknou. S pomocí mapy a Danteho Božské komedie se pak spolu snaží rozluštit tajemná vodítka a klíče vedoucí k bioteroristické hrozbě ohrožující celé lidstvo.
Projektor Langdona a Siennu navede přes malíře Vasariho k Dantově posmrtné masce. V patách mají stále Vayenthu i agenta Brüdera. V muzeu Palazzo Vecchio Langdon zjistí, že Dantova posmrtná maska byla ukradena. Ředitelka muzea Marta Alvarezová zjistí podle kamerových záznamů, že masku včera odcizil Langdon společně s Ignaziem Busonim, který mezitím zemřel na těžky infarkt. Lagdon si nic z toho nepamatuje. Lagdonovi se Siennou se podaří prchnout před přivolanou policií; během útěku se ještě v Palazzo Vecchio střetnou s Vayenthou, která při souboji se Siennou zemře.
Langdon se od Sienny dozvídá o slavném vědci Bertrandu Zobristovi, který se proslavil svými studiemi o tom, že svět spěje ke katastrofě, protože exponenciální nárůst světové populace se zcela vymkl kontrole. Podle Zobrista je nutný radikální zásah, jinak nelze zabránit katastrofě. Vlády ani světové organizace však neberou jeho varování dostatečně vážně, Zobrist se proto rozhodne k zoufalé samostatné akci.
V Baptisteriu, kam dvojici dovedla další stopa, naleznou Dantovu posmrtnou masku, kterou tam ukryl Ignazio Busoni, a setkají se s Jonathanem Ferrisem, který tvrdí, že je ze Světové zdravotnické organizace (WHO) a že právě on Langdona najal aby WHO pomohl. Společně odjíždějí vlakem do Benátek pátrat po hrobce dóžete, ke kterému je navedla indicie ukrytá v již nalezené Dantově posmrtné masce.
V benátské bazilice sv. Marka se situace vyhrotí, Ferris zkolabuje a Langdona zajmou ozbrojenci agenta Brüdera, kteří, jak se později ukáže, pracují pro WHO. Sienně se podaří uprchnout. Langdon se setkává s Elizabeth Sinskeyovou, ředitelkou WHO. Ta mu prozrazuje, že WHO po něm pátrala, protože byla obava, že zběhl a pracuje pro nepřítele. Langdon rovněž zhlédne video natočené Zobristem, které měla agentura zvaná Konsorcium na jeho objednávku poskytnout k odvysílání sdělovacím prostředkům. Šéf Konsorcia zvaný „probošt“ je ale po zhlédnutí videa zděšen a rozhodne se informovat WHO o hrozícím nebezpečí. Video odhaluje Zobristovy plány, je v něm ukázán sáček z materiálu rozpustného ve vodě, o němž lze předpokládat, že je plný nebezpečného patogenu. Nahrávka i instrukce, které dal Zobrist proboštovi, odkazují na zítřejší datum jako na klíčové v Zobristových plánech. Sáček se tedy má pravděpodobně rozpustit během nejbližších hodin.
Langdon se rovněž dozvídá nové informace o Sienně. Je to je jedna z nejinteligentnějších žen na světě, ve společnosti ale trpěla samotou a depresemi, proti kterým se snažila bojovat prací v charitě. Ta ji velmi naplňovala; po dramatické události na Filipínách, kde byla málem hromadně znásilněna místními muži, ale charitativní práce zanechala a deprese se jí vrátily. Začala studovat Zobristovy teorie, a následné osobní setkání se Zobristem jí vrátilo smysl života. Stala se jeho milenkou a oddanou stoupenkyní jeho učení a jím rovněž propagovaného transhumanismu. Zobrist spáchal sebevraždu skokem z věže kostela Badia Fiorentina asi týden před událostmi popisovanými v knize přímo před očima Sienny. Elizabeth i probošt jsou přesvědčeni, že Sienna se Zobristem spolupracovala a bude chtít dokončit jeho „dílo“.
Později se Robert dozví, že tajemný projektor v bezpečnostním pouzdře do jeho saka zašila sama Elizabeth Sinskeyová během letu do Florencie.
Probošt přiznává Langdonovi, že právě Konsorcium nasadilo na Langdona Vayenthu, jež ale neměla Lagdona zabít. Vše bylo zinscenováno, Langdonova amnézie byla záměrně vyvolána léky, poranění hlavy bylo naaranžované a „zastřeleného“ doktora hrál další proboštův agent, který později hrál i Ferrise. Sienna o všem věděla, ale hrála svou roli. Cílem celého „představení“ bylo získat Langdonovu důvěru a přimět jej ke spolupráci s Konsorciem.
Langdon odhaduje, že sáček s virem by se měl nacházet v Istanbulu poblíž hrobky dóžete Enrica Dandola, jež se nachází v Hagia Sofia (Chrám Boží moudrosti). V Istanbulu identifikují jako místo činu vodní nádrž nedaleko chrámu, najdou však už jen zbytky rozpuštěného sáčku; virus byl vypuštěn již před týdnem. Robert Langdon se v Istanbulu setká opět se Siennou, ta mu vysvětlí, že dnešek zřejmě označuje den dokončení rozšíření viru po celé populaci. Jde o vektorový virus, který mění lidskou DNA, a způsobí neplodnost třetiny populace; u zbytku bude přenášen dědičně, aby stejným způsobem limitoval populační explozi i v budoucnosti. Sienna chtěla virus zničit. Obávala se především toho, že technologie použitá k jeho vytvoření je nedostatečně prozkoumaná a snadno zneužitelná s tragickými důsledky.
Sienna nakonec přislíbila WHO pomoc při výzkumu viru a Elisabeth se zaručuje, že Zobristovy teze o přelidnění, které vedly k tomuto zoufalému činu, budou zohledňovány v další strategii WHO.

### Hlavní postavy
Robert LangdonProfesor náboženské ikonologie a symbologie na Harvardově Universitě a hlavní postava románu.
Bertrand ZobristRozporuplná postava, která se v knize objevuje prostřednictvím retrospektivních vzpomínek ostatních postav. Je šíleným avšak geniálním vědcem, jež na počátku knihy spáchá sebevraždu. Zobrist je posedlý Dantovým Peklem, nechá se jím inspirovat k vyřešení světového přelidnění a vypustí nebezpečný virus.
Felicity Sienna Brooksová (FS-2080)Lékařka a Zobristova bývalá milenka, která také pracovala pro tajnou společnost Konsorcium. Pomáhá Robertovi nalézt virus, který vytvořil Zobrist, ale jejich minulý milenecký poměr vrhá podezřelý stín na loajalitu k Robertovi až do konce románu. Sienna, stoupenec Zobristovy teorie o přelidnění, využívá Konsorcium a Roberta k rozluštění Boticelliho Mapy Pekla, aby se dostala k místu vypuštění viru první, nicméně zjistí, že celé pátrání bylo zbytečné, protože Zobrist vypustil vir dávno předem. Obávala se, že Světová zdravotnická organizace bude spolupracovat s ostatními vládními organizacemi a nakonec umožní použití Zobristovy technologie jako biologické zbraně.
Elizabeth SinskeyováŘeditelka Světové zdravotnické organizace, která najala Roberta Langdona, jí pomohl dešifrovat Zobristův vzkaz, který se jí dostal do rukou před Zobristem zamýšleným termínem.
„Probošt“ tajné společnosti KonsorciumŘeditel Konsorcia. Snaží se, aby se klient společnosti Zobrist mohl věnovat své vědecké práci a chrání ho před agenty Světové zdravotnické organizace. O obsahu Zobristovy práce v souladu se svým podnikatelským modelem („protokolem“) nic neví a ani vědět nechce. Po zhlédnutí videa, na kterém Zobrist ospravedlňuje své kroky, zjistí, že pomáhal Zobristovi v bioteroristickém útoku. Aby zabránil nejhoršímu začne nakonec se Světovou zdravotnickou organizaci spolupracovat. V závěru románu je zatčen.
VayenthaAgentka společnosti Konsorcium, která má za úkol ve Florencii sledovat Langdona. Je zavražděna Siennou v Palazzo Vecchio.

## Překlady románu
Inferno bylo přeloženo do francouzštiny, turečtiny, němčiny, nizozemštiny, španělštiny, katalánštiny, italštiny, portugalštiny, finštiny, norštiny, švédštiny, češtiny a dánštiny.
Aby román mohl být vydán ve vícero státech najednou, vydavatelství najalo tým 11 překladatelů, kteří pracovali v hlavním sídle Mondadori v Miláně v období od února do dubna 2012. Údajně byli izolovaní v suterénu a intenzivně pracovali pod ostrahou a v utajení.

## Ohlas
Inferno získalo od kritiků smíšené recenze.

## Prodej
Na počátku prodáno 369 000 výtisků románu dle Nielsen BookScan. Kniha se objevila jako #1 bestseler v USA a byla také na vrcholu žebříčku knih ve Velké Británii s prodejem 228,961 výtisků.

## Film
Filmové zpracování mělo premiéru 8.10.2016 ve Florencii. V roli Roberta Langdona se opět objevil Tom Hanks a Sienu Brooksovou si zahrála Felicity Jones.
Režie se ujal Ron Howard, který režíroval i filmy Andělé a démoni a Šifra mistra Leonarda.